# Emil Köhrmann
Emil Otto Heinrich „Onkel Emil“ Köhrmann (* 9. April 1896 in Hamburg; † 28. Juni 1970 ebenda) war eine entscheidende Persönlichkeit des Tierparks Hagenbeck in Hamburg-Stellingen. Er gilt als Ideengeber für die Karl-May-Spiele Bad Segeberg.

## Biografie
Nach seiner Konfirmation begann er im Frühjahr 1911 unter Carl Hagenbeck jun. im Stellinger Tierpark als Stift. Er begleitete die Tiertransporte von Hamburg nach New York und arbeitete an Bord als Kohlentrimmer und Kartoffelschäler. Als der Zoo während der deutschen Inflation 1914 bis 1923 nicht mehr alle Tiere versorgen konnte und zeitweise schließen musste, reiste Köhrmann mit den verbleibenden Tieren in die Niederlande und nach Skandinavien, um den Tierpark als Wandermenagerie weiterzuführen. Nachdem der Zoo am 24. Mai 1924 wiedereröffnet wurde, beförderte man Köhrmann zum Abteilungsleiter für Besucherdienst und Werbung.
1928 rief er die Kinderfeste ins Leben – Veranstaltungen für Kinder und Jugendliche, die während der Sommerferien im Tierpark stattfanden und aus Geschicklichkeitsspielen, Umzügen, Revuen sowie Musik und Tanz bestanden. Die Kinder riefen ihn beim Namen „Onkel Emil“, was ihm seinen Spitznamen einbrachte. Köhrmann war darüber hinaus Organisator eines Kinderzirkus, der nach dem Zweiten Weltkrieg etwa in Duvenstedt, Rellingen oder Westerland auf Tournee war und wichtige Einnahmen zum Wiederaufbau des zerstörten Zoos einspielte. In der Nachkriegszeit veranstaltete er im Tierpark erstmals Karl-May-Spiele, welche den Erfindern der Bad Segeberger Karl-May-Festspiele als Vorlage gedient haben sollen.

## Familie
Bereits sein Großvater, der ein Schulfreund Carl Hagenbecks jun. war, arbeitete in dem Zoo als Pförtner, Sattler und Tapezierer. Emil Köhrmann heiratete im Mai 1917 die Pleureusen-Macherin Johanna Frida Loop. Deren Sohn Emil jun. war im Tierpark Hagenbeck als Dresseur tätig. Kurt Köhrmann, Enkelsohn des Ehepaars, arbeitete im Delfinarium des Tierparks als Delfin- und Wal-Trainer. Kurt Köhrmanns Sohn Thorsten war ein Tierpfleger des Zoos.